# Proformica buddhaensis
Proformica buddhaensis (лат.) — вид муравьёв рода Proformica из подсемейства формицины.

## Распространение
Китай и Монголия. 

## Описание
Мелкие муравьи чёрного цвета, блестящие. Длина рабочих от 2,3 до 5 мм. Усики 12-члениковые. Клипеус короткий и широкий, не выступающий и почти с прямым передним краем. Пронотум шире своей длины. Скапус усиков без отстоящих волосков; максиллярные щупики короткие, не достигают затылочного отверстия. Брюшко блестящее, петиоль с чешуйкой. 
Вид был впервые описан в 1915 году русским зоологом М. Д. Рузским (1864—1948) под первоначальным названием Proformica mongolica subsp. buddhaensis Ruzsky, 1915 по материалам, собранным в 1900 году экспедицией географа и полковника П. К. Козлова (1863—1935) на склонах Бурхан-Будда около озера Алык-нор в северном Китае. До видового статуса повышен в 1969 году профессором Г. М. Длусским (1937—2014).